# Jeanette Epps
Jeanette Jo Epps (ur. 3 listopada 1970 w Syracuse) – amerykańska inżynier lotnictwa i astronautka NASA. Doktor inżynierii lotniczej na Uniwersytecie Maryland, gdzie była częścią grupy badawczej wiropłatów i była stypendystką NASA GSRP. Została wybrana do 20. klasy astronautów NASA w 2009 r., ukończyła w 2011 r. Obecnie Epps służy jako członkini ISS Operations Branch i ukończyła analogowe misje astronautów, w tym podwodą misję NEEMO 18 (NASA Extreme Environment Mission Operations) i CAVES 19 (Cooperative Adventure for Valuing and Exercising human behaviour and performance Skills). Jest drugą kobietą i pierwszą Afroamerykanką, która wzięła udział w CAVES.

## Życiorys
Jeanette Epps urodziła się w Syracuse w stanie Nowy Jork, jako jedno z siedmiorga dzieci urodzonych przez Henry’ego i Luberty Epps, mieszkańców stanu Missisipi, którzy przeprowadzili się do Syracuse w ramach Wielkiej Migracji. Ona i jej siostra bliźniaczka Janet wybijały się w matematyce i naukach ścisłych. Ukończyła Corcoran High School w Syracuse i uzyskała tytuł licencjata. Ukończył też Le Moyne College, gdzie uzyskała tytuł magistra. Doktorat z inżynierii kosmicznej uzyskała na Uniwersytecie Maryland.
W trakcie wykonywania jej M.S. i doktoratu na University of Maryland, Epps otrzymała stypendium NASA GRSP i opublikowała wiele prac naukowych. Jej badania koncentrowały się na dziedzinie inżynierii materiałowej, która obejmowała kompleksowe testy kompozytowych belek ze skośnym wierzchołkiem, porównanie modeli analitycznych z wynikami eksperymentalnymi stopów z pamięcią kształtu oraz wykorzystanie siłowników ze stopu z pamięcią kształtu do śledzenia łopat wirnika helikoptera w locie.
Po ukończeniu studiów Epps pracowała nad badaniami w Ford Motor Company, a następnie jako oficer wywiadu technicznego w Centralnej Agencji Wywiadowczej. Jej praca w Ford Motor Company zaowocowała tymczasowym patentem obejmującym zastosowanie siłowników magnetostrykcyjnych w celu redukcji wibracji w wahaczach zawieszenia, a później patentem amerykańskim na wykrywanie miejsca zderzenia czołowego w samochodzie. Pracowała w CIA przez siedem lat, włączając w to misje w Iraku.
W czerwcu 2009 r. Epps została wybrana jako kandydatka na astronautkę do 20. klasy astronautów NASA, a później zakwalifikowana w 2011 r. Jej szkolenie obejmowało rozległe szkolenie z języka rosyjskiego, spacerów kosmicznych (EVA) i robotyki, wraz z geologią. Ukończyła również szkolenie obsługi odrzutowców T-38 i uczęszczała do National Outdoor Leadership School (NOLS).
Stowarzyszenie Uczestników Lotów Kosmicznych (Association of Space Explorers) przyznało jej Universal Astronaut Insignia za lot orbitalny (nr 613).